# Хортен, Реймар
Реймар Хортен (нем. Reimar Horten; 1915, Бонн, Пруссия — 14 марта 1994, Аргентина) — лётчик, математик

## ДоВторой мировой войны
Версальский договор ограничивал выпускаемое количество немецких самолётов в Германии. В ответ немецкие военные полёты стали полуподпольными, маскируясь под гражданские клубы, в которых студенты тренировались на планерах с наставлениями ветеранов Первой мировой войны. В подростковом возрасте Реймар участвовал в подобных аэроклубах.
Эти базовые знания и восхищение немецким конструктором авангардных самолётов Александром Липпишем, увели Реймара от популярных в то время дизайнов самолётов в сторону экспериментов с альтернативными планерами — созданию моделей, а затем их заполнению. Первый планер Horten, который Реймар создал вместе со своим братом, Вальтером Хортеном, впервые поднялся в воздух в 1933 году, когда оба состояли в Гитлерюгенде.
Конструкции планеров Hortens были чрезвычайно простыми и аэродинамическими, как правило, состоящими из огромного бесхвостого крыла-альбатроса с крошечным коконом фюзеляжа, в котором пилот лежал ничком. Большим преимуществом конструкции Horten было относительно низкое паразитное сопротивление их планеров.

## Во времяВторой мировой войны
В 1939 году Реймар поступил в Люфтваффе в качестве пилота. Его также призвали в качестве консультантов по дизайну, хотя немецкое авиационное сообщество было склонно считать Хортена не частью культурной элиты. Однако он состоял в НСДАП.
Люфтваффе, на самом деле не использовало многие конструкции Hortens до 1942 года, но с энтузиазмом поддержало конструкцию истребителя / бомбардировщика с двумя турбореактивными двигателями, обозначенную в протоколах Люфтваффе как Horten H.IX.
За завершение трех прототипов Ho 229 (V1, V2, V3) братья Хортен были награждены 500 000 рейхсмарок (примерно 2-3 миллиона долларов США в пересчете на 2021 год). Братья Хортен также работали над Horten H.XVIII, межконтинентальным бомбардировщиком, который был частью проекта Amerikabomber, а прототип уменьшенной версии был заказан для конкурса 1000 x 1000 x 1000, для бомбардировщика, способного летать на скорости 1000 км/ч (620 миль в час) с бомбами массой 1000 кг (2200 фунтов) с дальностью полета 1000 км (620 миль).

## ПослеВторой мировой войны
В 1946 году с помощью Людвига Прандтля, Реймар получил докторскую степень по математике в Гëттингенском университете. После неудачных переговоров с Великобританией и Китаем, эмигрировал в Аргентину, где он продолжил проектирование и строительство планеров, в том числе один экспериментальный сверхзвуковой самолёт с треугольным крылом и четырёхмоторный летающее крыло FMA I.Ae. 38 Naranjero, предназначенный для перевозки апельсинов от производителей в Буэнос-Айрес. Реймар умер на своем ранчо в Аргентине в 1994 году.